# Adolphe Appian
Adolphe Appian, seudónimo de Jacques Barthélemy Appian, nacido el 23 de agosto de 1818 en Lyon, donde murió el 29 de abril de 1898, fue un pintor y grabador francés de la Escuela de Lyon.
Fue el padre del pintor Jean Louis Appian (1862-1896).

## Biografía

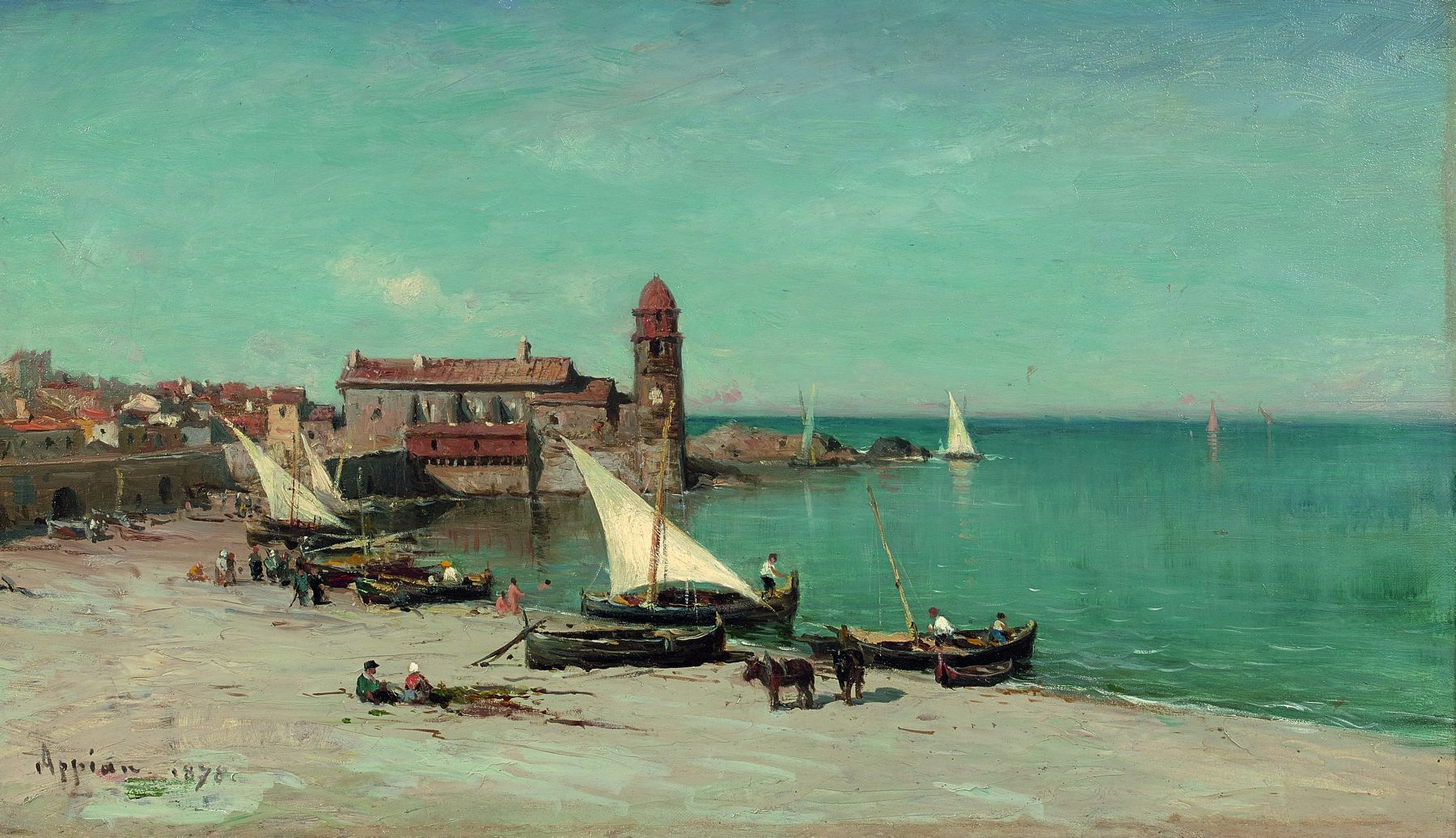
La plage de Collioure

De 1833 a 1836, Adolphe Appian estudió dibujo en la Escuela de Bellas Artes de Lyon en las clases de Jean-Michel Grobon y Augustin Alexandre Thierriat. Comenzó su carrera como dibujante de sedas en Lyon, antes de volcarse en la pintura de paisajes.
Comenzó en el Salón de 1835 en París y expuso en el Salón de 1847 en Lyon, y a partir de 1855 regularmente en los Salones de estas dos ciudades.

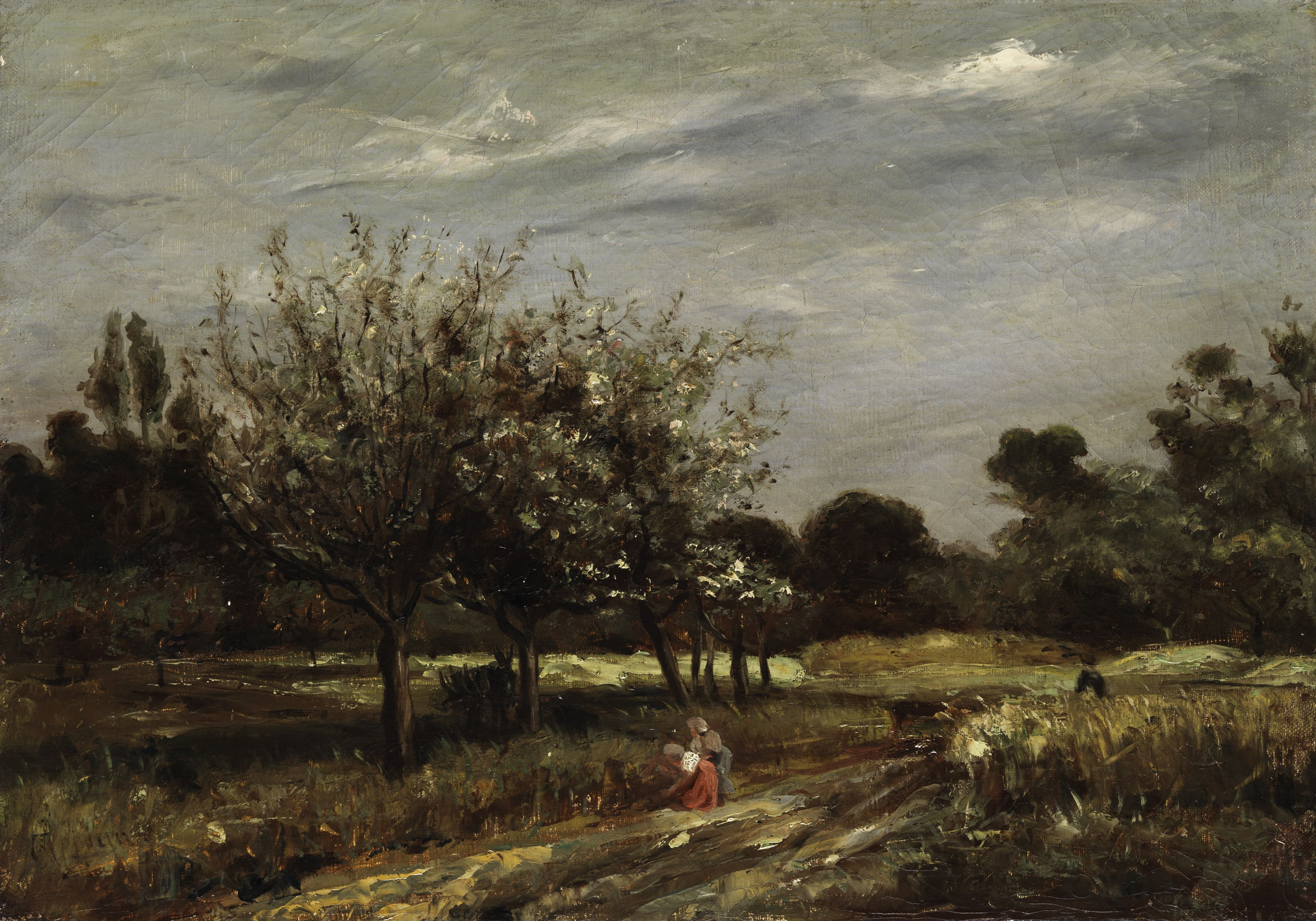
Adolphe Appian Landschaft mit Obstbäumen

En 1852, Adolphe Appian conoció a Camille Corot y Charles-François Daubigny, quienes dejaron una huella duradera en su obra y su carrera. Hasta entonces, se dividía entre la música y la pintura; en adelante se dedicó principalmente a la segunda, adoptando el estilo de la escuela de Barbizon. Participó en la Exposición Universal de 1862 en Londres. Napoleón III le compró una de sus pinturas, Le Lac du Bourget, en 1867. Ese mismo año cambió los tonos de su paleta de colores pasando de tonos fríos y oscuros a colores más cálidos y luminosos. A partir de 1863, comienza a realizar grabados, impresos por Auguste Delâtre y produjo un total de noventa piezas.
En 1885 participó en la primera exposición internacional de blanco y negro, sección "Carbones" y obtuvo la medalla de honor de oro

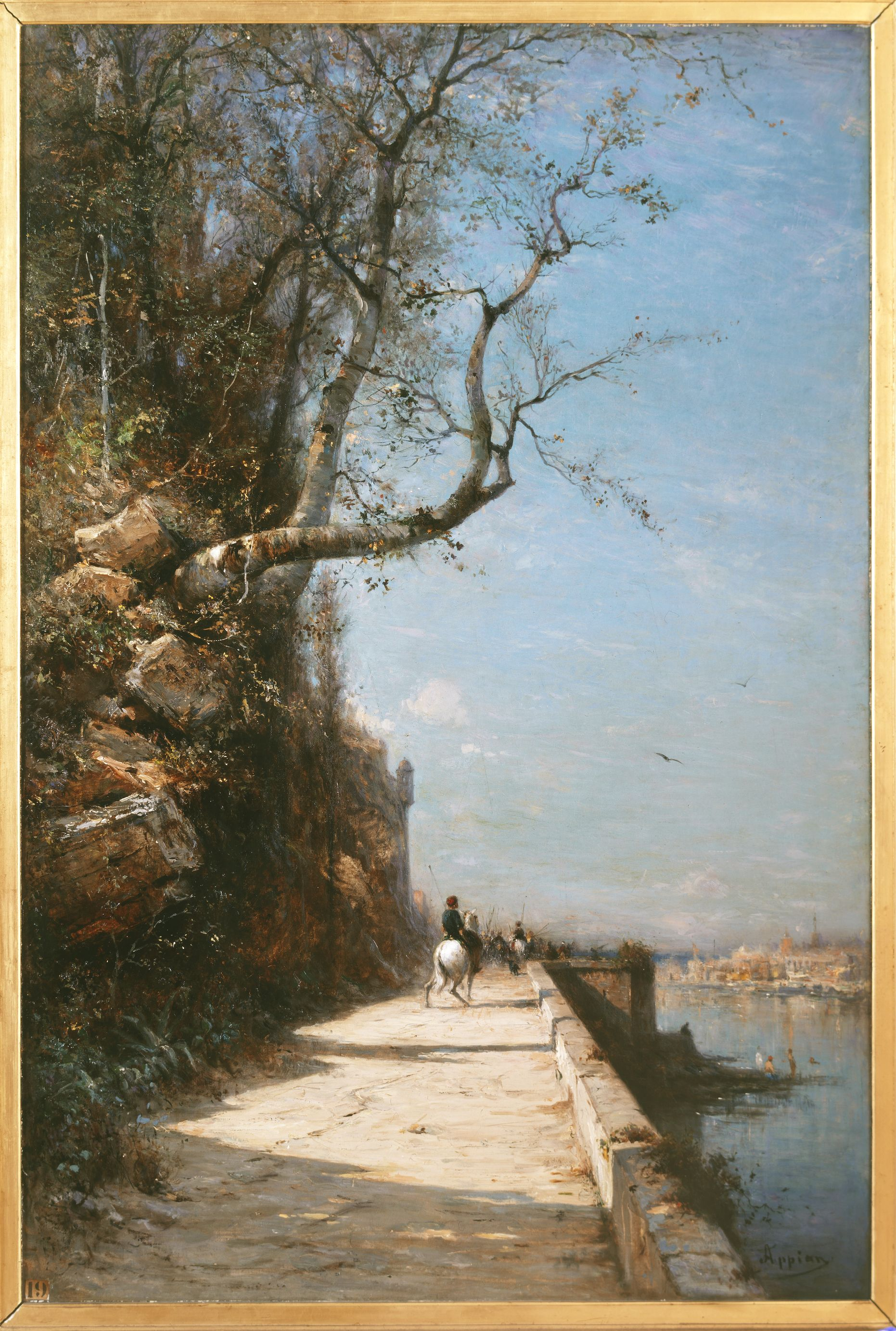
Adolphe APPIAN, "Une route dans les environs de Gênes", c. 1875, Huile sur toile

Ganó la medalla de oro en el Salón de París de 1868 y participó en la Exposición Universal de París de 1889.
Appian frecuentó el pueblo de Rossillon, luego apreciado por otros pintores, y pasó muchos veranos en Artemare, en el Bajo Bugey, donde se hospedó en el Hôtel Buffet. Entonces pintó muchos sitios de Valromey. Amigo de los pintores de la escuela de Barbizon, realizó varias estancias en Fontainebleau. Es apodado el "Delacroix del carboncillo". Su obra grabada influenció al artista estadounidense Stephen Parrish.
Nombrado Caballero de la Legión de Honor en julio de 1892, Adolphe Appian murió en Lyon en 1898. Vivía en esta ciudad rue des Trois-Artichauts.

## Colecciones públicas
En Francia
- Biblioteca Nacional de Francia :
  - catorce grabados para L'Illustration nouvelle, París, Alfred Cadart et succ., 1868-1881[5]
  - siete grabados para L'Eau forte en. . ., París, Alfred Cadart et succ., 1874-1881.[6]
- Museo Municipal de Bourg-en-Bresse :
  - Le Haut du Bois des Roches (Ain), 1870, óleo sobre lienzo[7]
  - Marina; Costa mediterránea, 1890, óleo sobre lienzo[8]
  - El cuidador de pavos en Crémieux, hacia 1860, óleo sobre lienzo[9]
- Museo Castre, Cannes : Las Calanques de Marsella.
- Marsella, Museo Cantini : Cazador furtivo, carbón y lavado[10]
- Museo de Bellas Artes de Lyon :
  - El almacén, óleo sobre lienzo[11]
  - El regreso del mercado, 1859, óleo sobre lienzo[12]
  - Tiempo gris, marismas de La Burbanche
- Museo de Bellas Artes de Niza : Alrededores de Mourillon en Toulon
- Cherburgo-Octeville, Museo Thomas-Henry : Una tarde, a orillas del Ródano en Rix, 1869, aguafuerte[13]
- Mâcon, Museo de las Ursulinas : Las marismas de Rossillon, 1867, óleo sobre lienzo[1]
- Museo de Bellas Artes de Chambéry :
  - Un canal en Martigues, óleo sobre lienzo[14]
  - Paisaje forestal, óleo sobre lienzo[15]
  - Paisaje, óleo sobre lienzo[16]
- Tournus, Museo Greuze : Una granja en Cerveyrieux, óleo sobre lienzo[17]
- Museo Paul-Dini en Villefranche-sur-Saône :
  - Riberas, óleo sobre lienzo[18]
  - El Puerto de Collioure, óleo sobre lienzo[19]
  - Un camino en los alrededores de Génova, 1875, óleo sobre lienzo[20]
  - Jarrón de flores y cuenco verde, óleo sobre lienzo[21]
- Grenoble, Museo de Grenoble : La esclusa, óleo sobre lienzo[22]
- Rouen, Servicio de agua : La playa (Collioure), óleo sobre lienzo[23]
- Museo de Bellas Artes de Rouen : Alrededores de Carqueiranne (cerca de Hyères), hacia 1882, óleo sobre lienzo[24]
- Museo de Bellas Artes de Nantes : Paisaje, 1867, óleo sobre tabla[25]
- Le Puy-en-Velay, museo Crozatier :
  - Borde del bosque, antes de 1879, óleo sobre lienzo[26]
  - Marine, hacia 1890, carboncillo y tiza[27]
- Montpellier, museo Fabre : Paisaje fluvial, antes de 1896, acuarela[28]

En los Estados Unidos
- San Francisco, California Palacio de la Legión de Honor (California) : colección de grabados de Adolphe Appian[29]
- Museo de Arte de Cleveland (Ohio)
- Galería de arte de la Universidad de Dalhousie (Halifax, Nueva Escocia)
- Museo de Arte de la Universidad de Pomona (California)

## Galería

Œuvres d'Adolphe Appian
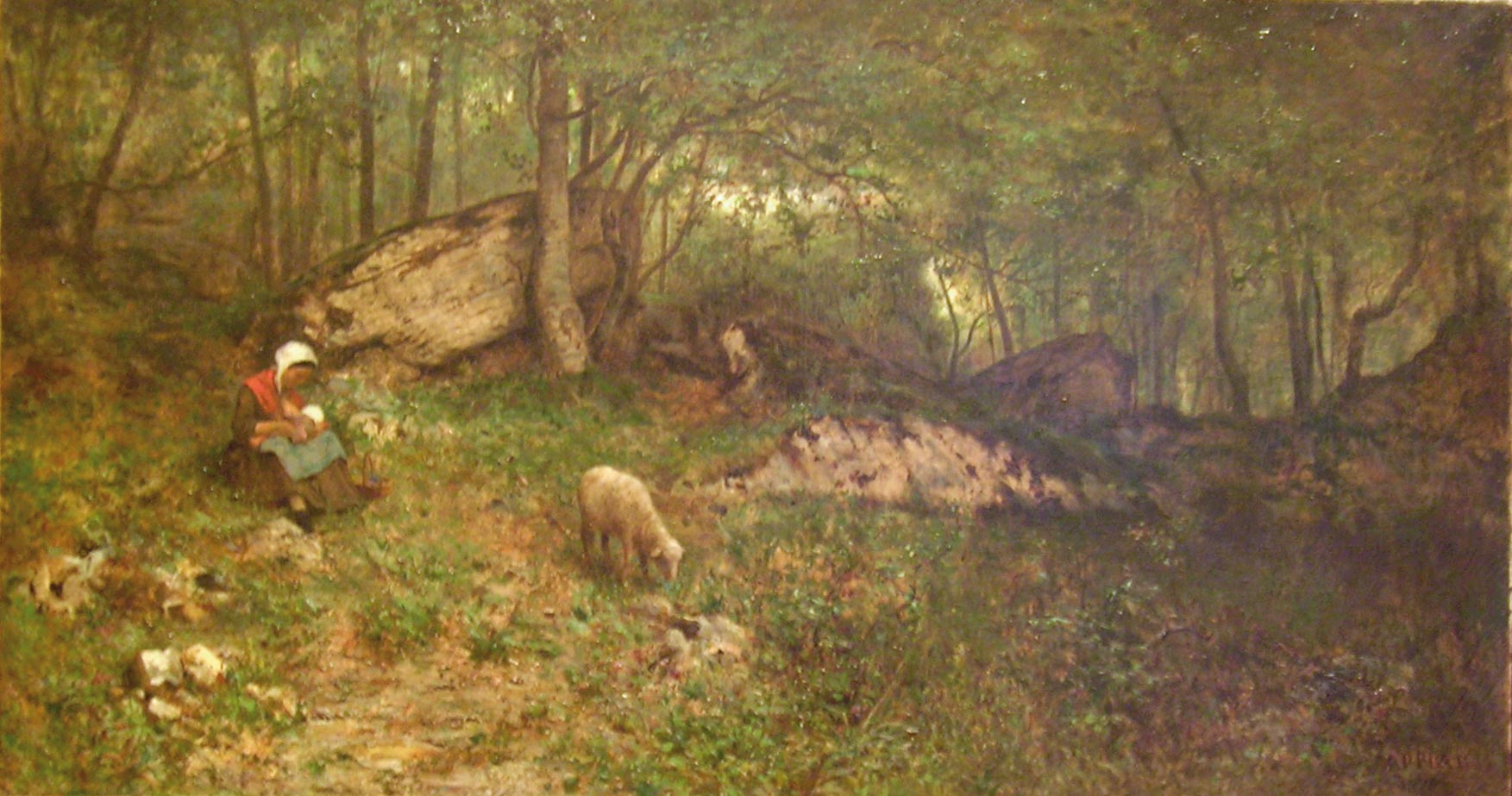
Le Haut du Bois des Roches en Rossillon (1870), Bourg-en-Bresse, Real Monasterio de Brou.
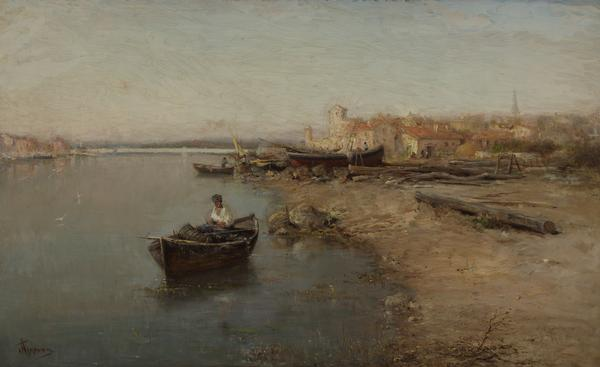
Tarde en Martigues (c. 1850), Bath, Victoria Art Gallery.
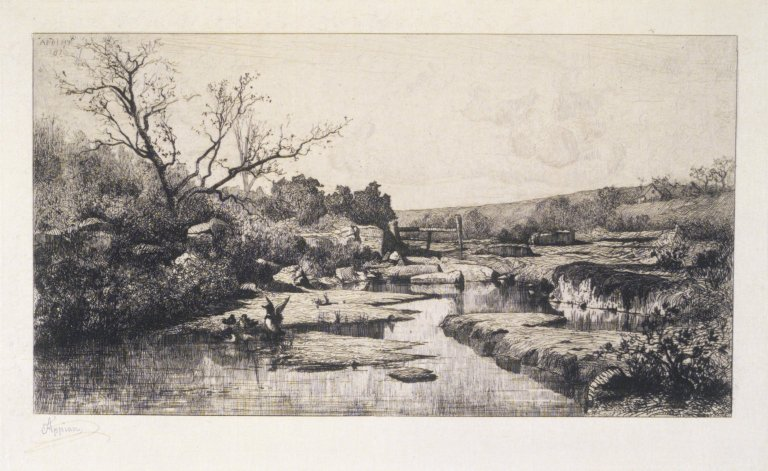
The Source of the Albarine , (1870), aguafuerte, Nueva York, Museo de Brooklyn.